# John Litel
John Litel, född 30 december 1892 i Albany i Green County, Wisconsin, död 3 februari 1972 i Woodland Hills, Los Angeles County, Kalifornien, var en amerikansk skådespelare. Han studerade vid American Academy of Dramatic Arts och medverkade i Broadway-uppsättningar på 1920-talet och 1930-talet. Litel filmdebuterade 1929 och kom att medverka i över 200 filmer, för det mesta i biroller och ofta i filmer producerade av Warner Bros. Från 1950-talet medverkade han även i många TV-produktioner.

## Filmografi
- 1937 – Storstadsdesperados
- 1937 – Den svarta ligan
- 1938 – Den gyllene jorden
- 1938 – Skandalen kring Julie
- 1938 – Den mystiske doktor Clitterhouse
- 1939 – Landet bortom lagen
- 1940 – Vägen till Santa Fe
- 1940 – De färdas om natten
- 1940 – Knute Rockne All American
- 1940 – Pensionatet som blev nattklubb
- 1940 – Västerns musketörer
- 1941 – De dog med stövlarna på
- 1943 – Vi hälsa livet
- 1945 – En stackars miljonär
- 1946 – Att offra allt
- 1947 – Storstaden lockar
- 1948 – Fallgropen
- 1950 – Hon stod i rök och damm
- 1950 – Det gäller mitt liv
- 1961 – Fickan full av flax
- 1966 – Nevada Smith